# Гёркей, Шереф
Шере́ф Гёркей (тур. Şeref Görkey; 1 января 1914, 3 декабря 1914 или 1 января 1913, Стамбул — 10 ноября 2004, Стамбул) — турецкий футболист, играл на позиции нападающего, участник Летних Олимпийских игр 1936 года. После окончания карьеры — футбольный тренер и спортивный функционер.

## Биография

### Клубная карьера
Всю футбольную карьеру, насчитывающую 20 сезонов, играл за «Бешикташ», в составе которого 9 раз выигрывал Стамбульскую лигу, 3 раза Национальный дивизион, 2 Стамбульских кубка и 2 Кубка премьер-министра Турции. Суммарно в составе «Бешикташа» выиграл 22 титула, 18 из которых были официальными. Всего во всех турнирах сыграл за «чёрных орлов» 309 матчей и забил 260 голов.

### Карьера в сборной
В составе сборной Турции принимал участие на олимпийском футбольном турнире 1936 года, но на поле не выходил. Единственный матч сыграл за сборную Турции 12 июля 1936 года против сборной Югославии — та встреча закончилась со счётом 3:3 и Гёркей забил один из голов.

### Тренерская и административная карьера
С 1952 по 1954 год в качестве главного тренера возглавлял «Адалет». В 1955 году был назначен главным тренером «Бейкоза», который возглавлял до 1957 года. В том же году работал главным тренером молодёжной сборной Турции.
Гёркей работал с олимпийской сборной Турции на олимпийском футбольном турнире 1960 года, на котором сборная Турции не пробилась в плей-офф, заняв последнее место в группе с 1 очком. В его послужном списке среди клубов были «Бешикташ», «Вефа» и «Истанбулспор». В 1962 году в течение непродолжительного времени возглавлял сборную Турции.
Входил в совет директоров «Бешикташа».

### Смерть
Скончался 10 ноября 2004 года в Стамбуле в возрасте около 90 лет.

## Достижения
«Бешикташ»
- Чемпион Стамбульской лиги (9): 1933/34, 1938/39, 1939/40, 1940/41, 1941/42, 1942/43, 1944/45, 1945/46, 1949/50
- Победитель Национального дивизиона[англ.] (3): 1941, 1944, 1947
- Обладатель Кубка премьер-министра Турции[англ.] (2): 1944, 1947
- Обладатель Стамбульского кубка[англ.] (2): 1944, 1946